# Kolońska i szlugi
Kolońska i szlugi (zapis stylizowany: kolońska i szlugi) – szósty singel polskiej piosenkarki Sanah z jej drugiego albumu studyjnego pt. Irenka. Singel został wydany 29 października 2021.
Piosenka była nominowana do nagrody polskiego przemysłu fonograficznego Fryderyka w kategoriach: „utwór roku” i „teledysk roku”.
Kompozycja znalazła się na 3. miejscu listy AirPlay – Top, najczęściej odtwarzanych utworów w polskich rozgłośniach radiowych. Nagranie otrzymało w Polsce status diamentowego singla, przekraczając liczbę 250 tysięcy sprzedanych kopii.

## Geneza utworu i historia wydania
Piosenka została napisana i skomponowana przez Zuzannę Jurczak i Jakuba Galińskiego. Zostały stworzone dwie wersje utworu, pierwsza – wyprodukowana przez Galińskiego, druga – przez Arkadiusza Koperę (tzw. „wersja do snu”).
Singel ukazał się w formacie digital download 29 października 2021 w Polsce za pośrednictwem wytwórni płytowej Magic Records w dystrybucji Universal Music Polska. Piosenka została umieszczona na drugim albumie studyjnym Sanah – Irenka w wersji finalnej.
15 lutego 2022 zaprezentowała piosenkę wraz z Wojtkiem Urbańskim podczas gali Bestsellery Empiku 2021.
W marcu 2022 singel uzyskał nominację do nagrody polskiego przemysłu fonograficznego Fryderyka w kategoriach: „utwór roku” i „teledysk roku”.
Utwór znalazł się na kilkunastu polskich składankach m.in. Bravo Hits: Zima 2022 (wydana 26 listopada 2021), Hity na czasie: Zima 2022 (wydana 3 grudnia 2021), Hity na czasie: Wiosna 2022 (wydana 11 marca 2022) i Bravo Hits: Wiosna 2022 (wydana 18 marca 2022).

## „Kolońska i szlugi” w stacjach radiowych
Nagranie było notowane na 3. miejscu w zestawieniu AirPlay – Top, najczęściej odtwarzanych utworów w polskich rozgłośniach radiowych.

## Teledysk
Do utworu powstał teledysk w reżyserii samej piosenkarki i Michała Pańszczyka, który udostępniono w dniu premiery singla za pośrednictwem serwisu YouTube.
Wideo znalazło się na 1. miejscu na liście najczęściej odtwarzanych teledysków przez telewizyjne stacje muzyczne.

## Lista utworów
- Digital download[3]

1. „Kolońska i szlugi” – 3:55

- Digital download[14]

1. „Kolońska i szlugi (do snu)” – 3:23

## Notowania
| Kraj   | Lista (2021)      | Najwyższa pozycja |
| ------ | ----------------- | ----------------- |
| Polska | AirPlay – Top     | 3                 |
| Polska | AirPlay – Nowości | 1                 |
| Polska | AirPlay – TV      | 1                 |

| Kraj   | Lista (2022)  | Pozycja |
| ------ | ------------- | ------- |
| Polska | AirPlay – Top | 85      |

## Certyfikaty
| Kraj          | Certyfikat       | Sprzedaż |
| ------------- | ---------------- | -------- |
| Polska (ZPAV) | diamentowa płyta | 250 000+ |

## Wyróżnienia
| Rok  | Konkurs                  | Kategoria                   | Rezultat    |
| ---- | ------------------------ | --------------------------- | ----------- |
| 2021 | Gorąca 100               | 100 największych hitów 2021 | 31. miejsce |
| 2021 | Przebój roku RMF FM 2021 | Przebój roku                | 12. miejsce |
| 2022 | Fryderyki 2022           | Utwór roku                  | Nominacja   |
| 2022 | Fryderyki 2022           | Teledysk roku               | Nominacja   |